# کشاورزی ارگانیک گیاهی
کشاورزی ارگانیک گیاهی (یا کشاورزی وگان) نوعی کشاورزی ارگانیک است که در آن تولید مواد غذایی و سایر محصولات کشاورزی با کمترین استفاده از نهاده‌های دامی انجام می‌شود. کشاورزی ارگانیک وگان، شکل ارگانیک کشاورزی بدون دام است.
روش‌های کشاورزی بدون استفاده از حیوانات، از هیچ‌گونه محصولات یا فراورده جانوری – مانند خون‌خشک، فرآورده‌های ماهی، پودر استخوان، کود حیوانی یا سایر مواد با منشأ حیوانی – استفاده نمی‌کنند؛ زیرا تولید این مواد یا به‌طور مستقیم به حیوانات آسیب می‌زند، یا با بهره‌کشی از حیوانات و رنج ناشی از آن مرتبط است.
برخی از این مواد، مشتقات جانبی دامپروری هستند که در جریان پرورش حیوانات برای تولید گوشت، شیر، پوست، خز، سرگرمی، کار یا هم‌نشینی به‌وجود می‌آیند. فروش این فرآورده‌های جانبی، هزینه‌های تولید را کاهش داده و سود دام‌پروران را افزایش می‌دهد؛ و از این رو، به تقویت صنعت دام‌پروری کمک می‌کند؛ نتیجه‌ای که از دیدگاه بیشتر وگانیسم غیرقابل‌قبول است.
کشاورزی ارگانیک وگان بسیار کمتر از کشاورزی ارگانیک رایج است. در سال ۲۰۱۹، تنها ۶۳ مزرعه در ایالات متحده به‌عنوان کشاورزی ارگانیک وگان خوداظهاری کرده بودند، در حالی که تعداد مزارع ارگانیک دارای گواهینامه به ۱۶٬۵۸۵ مورد می‌رسید.

## باغبانی وگان
روش باغداری ارگانیک یک نظام مستقل و متمایز است که توسط «وزا دالزیل اوبراین، کنت دالزیل اوبراین و می.ای. بروس توسعه یافت، هرچند واژه ویگانیک در ابتدا با هدف نشان دادن تمایز روشن میان نظام‌های رایج مبتنی بر مواد شیمیایی و نظام‌های ارگانیکی که بر پایه کودهای حیوانی بنا شده‌اند، توسط جفری راد ابداع شد.
نظام اوبراین عمدتاً بر این استدلال استوار است که کودهای حیوانی برای سلامت خاک زیان‌آورند، نه صرفاً به دلیل آن‌که استفاده از آن‌ها با بهره‌کشی و آزار حیوانات همراه است.
این نظام، از تکنیک‌های بسیار خاصی بهره می‌برد؛ از جمله افزودن کاه و دیگر پسماندهای گیاهی برای حفظ حاصلخیزی خاک به آن. باغبانانی که از این روش پیروی می‌کنند، از پوشش‌های سطحی مانند خاک‌پوشاستفاده کرده و برای شخم زدن سطحی، از ابزارهای دستی با تیغه پهن و دسته کوتاه بهره می‌برند که موجب فشرده‌سازی خاک نمی‌شوند. آنان هنگام شخم زدن سطح خاک، زانو می‌زنند و تخته‌ای را زیر زانوهای خود قرار می‌دهند تا فشار وزن بدن توزیع شود و از فشرده شدن خاک جلوگیری گردد..
کنت دالزیل اوبراین شرح کاملی از این نظام را در کتاب «باغبانی ویگانیک؛ نظام جایگزین برای محصولاتی سالم‌تر» منتشر کرده است.
روش ویگانیک برای پاک‌سازی زمین‌هایی که به‌شدت با علف‌های هرز پوشیده شده‌اند، بر پایه بهره‌گیری از گرایش طبیعی ریشه گیاهان به حرکت به‌سوی سطح خاک در شرایط کم‌نوری است.
برای استفاده از این اصل – همراه با فرایند تجزیه طبیعی رشد سطحی علف‌های هرز و گیاهان مزاحم – لازم است این پوشش گیاهی در معرض گرما و رطوبت قرار گیرد تا روند پوسیدگی آن تسریع شود. این کار با اجرای مراحل زیر انجام می‌گیرد:
ابتدا آهک بر روی سطح خاک پاشیده می‌شود، سپس لایه‌ای ضخیم از کاه روی آن قرار می‌گیرد، و در نهایت، فعال‌کننده گیاهی کمپوست افزوده می‌شود.
مواد مورد نیاز برای این فرایند شامل مقدار کافی کاه تازه است، به‌اندازه‌ای که بتواند ناحیه مورد نظر را با عمقی حدود ۳ تا ۴ اینچ (۷/۵ تا ۱۰ سانتی‌متر) پوشش دهد.
- منبع: «باغبانی ویگانیک»، کنت دالزیل اوبراین، صفحه ۱۶*

پیش از ایجاد اصطلاح وگان، اسکات نیرینگ، اقتصاددان و مدافع ساده‌زیستی، در کنگره جهانی گیاهخواران در سال ۱۹۵۳ در سیگتونا، سوئد، سخنرانی‌ای با عنوان «غذای بدون بقایای حیوانی» ایراد کرد.

## شیوه‌ها
کشاورزان ارگانیک وگان برای حفظ حاصلخیزی خاک از کودهای سبز، محصول پوششی، پسماند سبز، کمپوست و کانی استفاده می‌کنند.
برخی باغبانان وگان ممکن است از ادرار انسان‌های وگان (به‌عنوان منبع نیتروژن) و نیز «هومَنور» یا کود انسانی تولیدشده از توالت کودساز، به‌عنوان مکمل بهره ببرند.
مزارعی که با عنوان «وگان بیوسایکل» گواهی دریافت کرده‌اند، برای کنترل آفات از روش‌های پیشگیرانه استفاده می‌کنند.
با این حال، اگر این روش‌ها مؤثر واقع نشوند، این گواهی به آن‌ها اجازه می‌دهد از حشره‌کش مانند باسیلوس تورنجینسیس استفاده کنند؛ باکتری‌ای که لارو حشرات را از طریق گرسنگی دادن از بین می‌برد.

## صدور گواهینامه و ارتقاء
استاندارد «وگان بیوسایکل» یک استاندارد ارگانیک مورد تأیید سازمان جهانی جنبش‌های کشاورزی زیستی برای مزارع ارگانیک وگان است.
این استاندارد توسط آژانس محبط زیست آلمان (واقع در قبرس) اعطا می‌شود و تا فوریه ۲۰۲۲، تعداد ۲۱ مزرعه در اروپا موفق به دریافت این گواهی شده‌اند.
آژانس محیط‌زیست آلمان نیز در بازه زمانی ۲۰۲۱ تا ۲۰۲۲، مبلغی در حدود ۶۰٬۰۰۰ یورو به انجمن آلمانی «وگان بیوسایکل» برای ترویج این استاندارد اختصاص داده است.
تا تاریخ فوریه ۲۰۲۲، در مجموع ۱۹ مزرعه در بریتانیا و ایرلند با برچسب ارگانیک بدون وابستگی به دام به‌عنوان کشاورزی ارگانیک وگان گواهی شده‌اند.
مزارعی که مایل به دریافت این برچسب هستند، باید از سوی «انجمن خاک» مورد تأیید قرار گیرند، و الزامات این برچسب توسط «شبکه کشاورزی ارگانیک وگان» تعیین می‌شود.
- کشاورزی بدون حیوانات
- باغبانی سازگار با آب و هوا
- بوم‌شناسی عمیق
- گیاهخواری زیست‌محیطی
- گیاهان برای آینده